# Operacja Velveta
Operacja Velveta (hebr. מבצע ולווטה, Miwca Welweta) – izraelska operacja wojskowa przeprowadzona podczas I wojny izraelsko-arabskiej w dniach 24 września – 26 grudnia 1948 roku. Operacja polegała na przerzuceniu do Izraela drogą powietrzną samolotów myśliwskich Supermarine Spitfire zakupionych w Czechosłowacji.

## Tło wydarzeń
Podczas I wojny izraelsko-arabskiej wszystkie strony konfliktu starały się o zakup różnorodnych rodzajów uzbrojenia i amunicji. Rząd Izraela wykorzystał w tym celu istniejącą od lat międzynarodową sieć pracowników i lobbystów Agencji Żydowskiej. Dzięki temu, w krótkim czasie zakupiono około 25 tys. karabinów, 5 tys. karabinów maszynowych i 50 mln sztuk amunicji. Do przerzutu broni z Zachodu użyto samolotów transportowych zarejestrowanych w Stanach Zjednoczonych, Kanadzie, Belgii i Panamie. Pilotowali je żydowscy piloci, bądź piloci wynajęci najczęściej z Pan American World Airways. Natomiast zakupiony ciężki sprzęt wojskowy, taki jak samochody ciężarowe, transportery opancerzone, czołgi i artylerię, przemycano drogą morską. Drugim, większym źródłem uzbrojenia okazał się Wschód, gdzie Związek Socjalistycznych Republik Radzieckich zatwierdził sprzedaż dużych ilości broni do Izraela. Pochodziła ona w większości z Czechosłowacji. Przeprowadzono wówczas Operację Balak (31 marca – 12 sierpnia 1948), podczas której samolot Douglas C-54 Skymaster i dwa Curtiss C-46 Commando przewiozły broń, amunicję, części zamienne oraz 23 samoloty myśliwskie Avia S-199, dzięki czemu utworzono 101 Eskadrę. Operacja została przerwana ponieważ czechosłowacki minister spraw zagranicznych Vladimír Clementis (członek Komunistycznej Partii Czechosłowacji) polecił zamknąć wykorzystywany przez izraelskie samoloty pas startowy Žatec, położony przy mieście Žatec.
Izraelskie dowództwo zdawało sobie sprawę, że posiadana liczba samolotów myśliwskich Avia S-199 jest niewystarczająca do obrony granic Izraela, dlatego poczyniono dalsze starania o zakup kolejnych samolotów. W dniu 15 lipca 1948 zakupiono w Czechosłowacji 50 myśliwców Supermarine Spitfire w cenie 23 000 USD za samolot. Zawarto także tajne porozumienie z Josipem Broz Tito w sprawie wykorzystania baz lotniczych w Jugosławii. Plan zakładał, że samoloty Spitfire (nazwa kodowa Joram) wystartują z lotniska Kunovice w Czechosłowacji i w pierwszym etapie dolecą do opuszczonej bazy lotniczej Luftwaffe w miejscowości Nikšić (nazwa kodowa „Alabama”) w Jugosławii. Drugi etap był dużo trudniejszy, ponieważ samoloty musiały pokonać odległość 2 250 kilometrów z Nikšić do Izraela. Całość operacji miała odbyć się w całkowitej tajemnicy, ponieważ sprzeciwiały się temu rządy Wielkiej Brytanii i ZSRR. Izraelczykom nie było wolno z nikim rozmawiać, aby przypadkiem nie wydała się obecność żydowskich pilotów w Czechosłowacji lub Jugosławii. Przemycane samoloty miały lecieć z jugosłowiańskimi symbolami na skrzydłach i kadłubie. Dopiero w Izraelu miały zostać zmienione na izraelskie.

## Przebieg operacji

### Velveta 1
Operacja Velveta 1 rozpoczęła się w dniu 24 września 1948. W jej trakcie planowano przemycić pierwszych sześć myśliwców do Izraela. W nocy do Czechosłowacji przyleciał samolot transportowy Douglas C-54 Skymaster, który przywiózł sześciu pilotów: Sama Pomerance’a, Mordechaja Alona, Borisa Seniora, Naftalego Blaua, Jacques’a Cohena i Sida Cohena. Przelot pierwszego etapu zajął około półtorej godziny i zakończył się w większości sukcesem. Jedynie pilot Naftali Blau podszedł do lądowania w Nikšić bez wysuniętego podwozia, w wyniku czego Spitfire został poważnie uszkodzony (pilotowi nic się nie stało).
Podczas przygotowań do drugiego etapu mechanicy usunęli z samolotów wszystkie niepotrzebne sprzęty i urządzenia (w tym odbiorniki radiowe i karabiny maszynowe), aby na ich miejsce zainstalować dodatkowe zbiorniki na 300 litrów paliwa. Ilość paliwa wystarczała na cztery i pół godziny lotu. Trasa została tak obliczona, że po wylądowaniu w samolotach powinno pozostać paliwa na zaledwie 20 minut lotu. Do rozmów w powietrzu wykorzystywano walkie-talkie. W dniu 27 września z lotniska Nikšić wystartowało pięć myśliwców, a wkrótce po nich samolot wsparcia technicznego C-54 Skymaster. W rejonie Grecji napotkano na front burzowy, który zmusił pilotów do wykonania manewru wymijającego. Trzy i pół godziny po starcie, na południe od wyspy Rodos, piloci Mordechaj Alon i Boris Senior poinformowali, że podczas przetłaczania paliwa ze zbiorników zapasowych wskaźniki poziomu paliwa wyzerowały się. Obaj piloci obawiali się kontynuować lot i musieli lądować awaryjnie na Rodos. C-54 Skymaster zabezpieczał lądowanie, pozostając w gotowości do podjęcia akcji ratowniczej. Piloci samolotów zostali po wylądowaniu aresztowani przez Greków. Podczas przesłuchania nie ujawnili jednak trasy lotu i po pertraktacjach po dwóch tygodniach zostali zwolnieni. Pozostałe trzy samoloty bezpiecznie wylądowały w izraelskiej bazie lotniczej Ramat Dawid.
Grecy nie zgodzili się jednak na wydanie samolotów. Jakiś czas później jeden z nich rozbił się, a drugi został przekazany do Izraela w 1950.

### Velveta 2
Przed przystąpieniem do dalszej części operacji przeprowadzono szczegółowe dochodzenie, aby ustalić przyczyny kłopotów technicznych samolotów. Okazało się, że problem leżał w zbiornikach paliwa w skrzydłach. Ciśnienie wiatru przytykało odpowietrznik przewodów paliwowych i przechodząc przez przewody paliwowe zerowało przyrządy pomiarowe, które się zerowały, pomimo że było dużo paliwa. Znalezienie przyczyny pozwoliło przystąpić do dalszej części operacji.
W połowie października Czechosłowacja przygotowała kolejne Spitfire, jednak Jugosławia odmówiła prawa do korzystania z jej lotnisk. Izraelscy mechanicy opracowali wówczas plan domontowania do samolotów kolejnych zbiorników paliwowych, tak aby Spitfire leciały non-stop z Czechosłowacji do Izraela, jednak władze czechosłowackie nie zatwierdziły tego planu. Izraelczycy musieli więc wznowić negocjacje z Josipem Tito, który ostatecznie zezwolił na kolejne wykorzystanie jugosłowiańskich lotnisk. Samoloty musiały jednak lecieć przez całą trasę z Czechosłowacji do Jugosławii z jugosłowiańskimi symbolami na skrzydłach i kadłubie, natomiast kolejną część trasy miały pokonać z izraelskimi oznaczeniami. Część samolotów miała polecieć samodzielnie, podczas gdy dziesięć myśliwców rozebranych na części załadowano w skrzynie i przewieziono pociągiem do portów w Jugosławii, skąd statek przetransportował je do Izraela.
Po opóźnieniu spowodowanym przez sztormy, Operacja Velvet 2 rozpoczęła się 18 grudnia 1948. Na czechosłowackim lotnisku Kunovice ponownie wylądował izraelski samolot transportowy C-54 Skymaster, przywożąc pilotów dla sześciu myśliwców: Sama Pomerance’a, Cezara Dangotta, Williama (Billa) Pomerance’a, George’a Lichtera, Johna McElroya i Motiego Feina. Przelot pierwszego etapu odbywał się w trudnych warunkach atmosferycznych. Po półtorej godziny lotu piloci zawrócili do Kunovic, jedynie Sam Pomerance kontynuował lot i rozbił się w górach Jugosławii (pilot zginął). Następnego dnia pozostali piloci podjęli drugą próbę i po trzech godzinach lotu dotarli do Nikšić w Jugosławii. Do drugiego etapu wystartowano 23 grudnia. Po pięciu godzinach lotu w ciężkich warunkach atmosferycznych do Izraela dotarło pięć Spitfire.
Tymczasem 20 grudnia z Kunovic wystartowało kolejnych sześć samolotów, pilotowanych m.in. przez Jacka Cohena, Lee Sinclaira, Sandy’ego Jacobsa, Billa Schroedera, Reada Finkela. Po wylądowaniu w Nikšić stwierdzono w dwóch Spitfire uszkodzenia mechaniczne. Rozebrano więc je na części i przewieziono w kolejnych dniach dwoma samolotami transportowymi Curtiss C-46 Commando do Izraela. Pozostałe dotarły drogą powietrzną w dniu 26 grudnia. Samolot transportowy C-54 Skymaster przewiózł z Czechosłowacji pozostawione karabiny maszynowe oraz dodatkowy osprzęt.